# لوكاس بونس
لوكاس بونس (بالإسبانية: Lucas Ponce)‏ هو لاعب اتحاد الرغبي أرجنتيني، ولد في 3 سبتمبر 1990 في بوينس آيرس في الأرجنتين.

## وصلات خارجية
- لوكاس بونس عل موقع إسبنسكروم (الإنجليزية)
- لوكاس بونس على موقع ItsRugby.co.uk (الإنجليزية)